# Amaranthus (album)
AMARANTHUS – trzeci album studyjny japońskiej grupy Momoiro Clover Z, który został wydany 17 lutego 2016 roku. Został wydany równolegle z czwartym albumem studyjnym Hakkin no yoake. Ukazały się dwie wersje: regularna i limitowana.
Osiągnął 2 pozycję w rankingu Oricon i pozostawał na liście przez 11 tygodni, sprzedał się w nakładzie 96 546 egzemplarzy.

## Lista utworów
| CD      |                                                                                    |                                                                                    |                                                                                    |                                                                                    |      |
| Nr      | Tytuł                                                                              | Słowa                                                                              | Kompozycja                                                                         | Aranżacja                                                                          | Czas |
| 1.      | "embryo -prologue-"                                                                |                                                                                    | tatsuo                                                                             | tatsuo                                                                             | 1:30 |
| 2.      | "WE ARE BORN"                                                                      | Naoko Fujibayashi                                                                  | tatsuo                                                                             | tatsuo                                                                             | 4:20 |
| 3.      | "Monoclo Dessan" (jap. モノクロデッサン Monokuro dessan)                           | CLIEVY                                                                             | CLIEVY                                                                             | Kazuya Komatsu                                                                     | 5:53 |
| 4.      | "Gorilla Punch" (jap. ゴリラパンチ Gorira Panchi)                                  | ANCHANG                                                                            | AKIRASTAR                                                                          | AKIRASTAR                                                                          | 4:36 |
| 5.      | "Buryōtōgen nakayoshi monogatari" (jap. 武陵桃源なかよし物語)                      | Kenichi Maeyamada                                                                  | Kenichi Maeyamada                                                                  | Yukari Hashimoto                                                                   | 4:29 |
| 6.      | "Katte ni kimi ni" (jap. 勝手に君に)                                               | Momoiro Clover Z, NAGAE                                                            | Tomotaka Ōsumi                                                                     | Tomotaka Ōsumi                                                                     | 4:45 |
| 7.      | "Seishunfu" (jap. 青春賦)                                                          | Nagae Kuwahara                                                                     | Shihori                                                                            | Keiichi Tomita                                                                     | 5:17 |
| 8.      | "Saboten to Ribbon" (jap. サボテンとリボン Saboten to Ribon)                       | Natsumi Tadano                                                                     | Satoru Kōsaki                                                                      | Satoru Kōsaki                                                                      | 4:44 |
| 9.      | "Demonstration" (jap. デモンストレーション Demonsutorēshon)                        | Ryūjin Kiyoshi                                                                     | Ryūjin Kiyoshi                                                                     | Ryūjin Kiyoshi                                                                     | 4:44 |
| 10.     | "Bussōge" (jap. 仏桑花)                                                            | Masashi Sada                                                                       | Masashi Sada                                                                       | Kenji Kondō                                                                        | 4:38 |
| 11.     | "Naite mo iin da yo" (jap. 泣いてもいいんだよ)                                     | Miyuki Nakajima                                                                    | Miyuki Nakajima                                                                    | Ichizō Seo                                                                         | 5:06 |
| 12.     | "Guns N' Diamond"                                                                  | zopp, Yasuo Kobayashi, Nasuhiko Okamura                                            | zopp, Yasuo Kobayashi, Nasuhiko Okamura                                            | zopp, Yasuo Kobayashi, Nasuhiko Okamura                                            | 4:05 |
| 13.     | "Bye Bye de sayōnara" (jap. バイバイでさようなら Bai Bai de sayōnara)              | Natsumi Tadano                                                                     | Endō                                                                               | Endō                                                                               | 4:43 |
| 14.     | "HAPPY Re:BIRTHDAY"                                                                | Tika α                                                                             | Tika α                                                                             | Etsuko Yakushimaru, Motoki Yamaguchi                                               | 4:15 |
| Blu-ray |                                                                                    |                                                                                    |                                                                                    |                                                                                    |      |
| Nr      | Tytuł                                                                              | Tytuł                                                                              | Tytuł                                                                              | Tytuł                                                                              | Czas |
| 1.      | "WE ARE BORN" (music video)                                                        | "WE ARE BORN" (music video)                                                        | "WE ARE BORN" (music video)                                                        | "WE ARE BORN" (music video)                                                        |      |
| 2.      | "Monoclo Dessan" (jap. モノクロデッサン Monokuro dessan) (documentary music video) | "Monoclo Dessan" (jap. モノクロデッサン Monokuro dessan) (documentary music video) | "Monoclo Dessan" (jap. モノクロデッサン Monokuro dessan) (documentary music video) | "Monoclo Dessan" (jap. モノクロデッサン Monokuro dessan) (documentary music video) |      |
| 3.      | Documentary of "AMARANTHUS"                                                        | Documentary of "AMARANTHUS"                                                        | Documentary of "AMARANTHUS"                                                        | Documentary of "AMARANTHUS"                                                        |      |

## Notowania
| Lista                       | Pozycja |
| --------------------------- | ------- |
| Oricon Weekly Albums Chart  | 2       |
| Oricon Monthly Albums Chart | 8       |